# Йеш Атид
Йеш Атид (на иврит: יֵשׁ עָתִיד) е центристка либерална политическа партия в Израел.
Основана е през 2012 година от журналиста Яир Лапид и си поставя за цел да представлява светски ориентираната средна класа в страната. На първите общи избори, на които участва, партията е втора и получава 19 от 120 места в Кнесета. На изборите през 2015 година е четвърта с 11 от 120 места.